# 우키타 나오이에

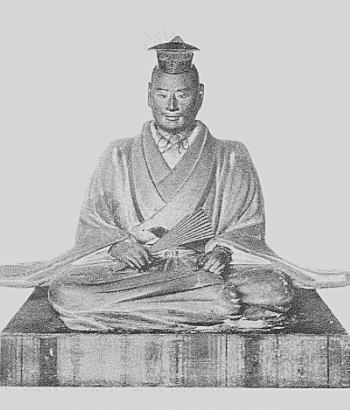
우키타 나오이에 목상

우키타 나오이에(일본어: 宇喜多 直家, 1529년 ~ 1582년 2월 1일)는 센고쿠 시대의 무장으로 비젠의 센고쿠 다이묘이다. 통칭은 사부로우에몬노조(三郎右衛門尉)· 이즈미노카미(和泉守). 오대로(五大老)의 한 사람인 우키타 히데이에(宇喜多秀家)의 아버지이다.

## 생애

### 우라가미 가문 가신 시대
교로쿠 2년(1529년), 우키타 오키이에(宇喜多興家)의 자식으로 태어났다. 일설에는 비젠국 오쿠 군의 도이시 성(砥石城)에서 태어났다고 하나, 사료적 근거는 없다.
덴분 3년(1534년), 조부 우키타 요시이에(宇喜多能家)가 시마무라 모리자네(島村盛実)에게 암살당하자, 나오이에는 겨우 여섯 살의 나이로 부친 오키이에와 함께 방랑 생활을 하게 되었다고 한다. 관례를 올린 뒤에는 덴진 산성(天神山城) 성주 우라가미 무네카게(浦上宗景)를 섬기며, 우라가미 가문 가신단에서 두각을 나타냈다.
나오이에는 책모에 뛰어나, 조부의 원수를 갚기 위해 시마무라 모리자네를 암살한 것을 시작으로, 장인 나카야마 노부마사(中山信正)와 다쓰노구치 성(龍口城) 성주 모토쓰네(穝所元常)를 살해하는 등, 우라가미 가문의 세력 확장에 중심적인 역할을 하였다.

### 하극상
에이로쿠 9년(1566년) 2월에는 미마사카로 진출한 빗추의 미무라 이에치카(三村家親)를 아와 호소카와 가문의 로닌 엔도 마타지로(遠藤又次郎), 기자부로(喜三郎) 형제를 기용하여 철포로 암살하고, 다음해 7월에는 묘젠지 전투(善寺合戦)로 그때까지 비젠 국 서부에 진출해 있던 빗추 군세를 몰아내는데 거의 성공하였다. 그 뒤에도, 인척관계였던 가나가와 성(金川城) 성주 마쓰다 모토테루(松田元輝)·모토카타(元賢) 부자와 오카야마성(岡山城) 성주 가나미쓰 무네타카(金光宗高)등을 몰락시키고, 그 영지를 자신의 지행으로 삼는 등 세력을 확대하여, 우라가미 가문의 최고 실력자가 되었다.
에이로쿠 12년(1569년), 오다 노부나가와 서 하리마의 아카마쓰 마사히데(赤松政秀)와 손을 잡고 주군 우라가미 무네카게에게 반기를 든다. 그러나 아카마쓰 마사히데가 구로다 모토타카(黒田職隆)·요시타카(孝高, 후의 간베에) 부자에게 패배하고, 노부나가가 파견한 이케다 가쓰마사(池田勝正)·벳쇼 야스하루(別所安治)등도 오다 군의 에치젠 침공 때문에 돌하가는 등 악재가 겹쳐, 역으로 무네카게가 약해진 아카마쓰 마사히데의 다쓰노 성(龍野城)을 공격하여 항복을 받아내었다. 이에 따라 우군을 모두 잃게 된 나오이에는 완전히 고립되었기 때문에 스스로도 항전이 불가하다고 판단하여 무네카게에게 항복할 수 밖에 없게 되었다. 이 때는 특별히 용서 받아 목숨을 구하고 귀순을 허락받았다.
덴쇼 2년(1574년)에 다시 무네카게에게서 독립을 획책하여 우선 고데라 씨(小寺氏)가 맡아 기르고 있던 무네카게의 형 우라가미 마사무네(浦上政宗)의 손자 히사마쓰마루(久松丸)의 존재를 깨닫고, 그를 옹립하여 무네카게에게 반기를 들었다. 이번에는 히사마쓰마루의 옹립과 나오이에의 사전 책략에 의하여 미마사카와 비젠 국내의 무네카게 휘하 장수들이 이반이 연이어, 더욱이 무네카게와 견원지간이었던 아키의 모리 가문과 손을 잡아 군사적인 면에서도 불리함을 극복하였다. 덴쇼 3년(1575년)에는 모리 가문의 미우라 씨 공격에도 가세하여 협조 관계를 굳건히 하였다. 같은해 9월, 무네카게의 심복인 아카시 가게치카(明石景親) 등의 중신들마저 내응시키는데 성공하여 무네카게는 하리마 국으로 도주하고, 나오이에는 비젠뿐만 아니라 빗추 국 일부와 미마사카 국 일부까지 지배영역을 확대하였다.
그러나 무네카게 추방 뒤에도 여전히 비젠에는 구 우라가미 가신 세력이 남아있었고, 이들과 하리마로 도망친 무네카게와 일문 우라가미 히데무네 등이 은밀히 연락을 취하여, 비젠에 잠복한 구 우라가미 가신이 선동한 소규모 봉기로 골치를 썩이게 되었다. 이 상황은 덴쇼 6년(1578년) 12월에 우라가미 잔당이 일제히 봉기하여 고지마(幸島)를 점령하는 사건까지 이어지게 된다. 우라가미 무네카게·히데무네 등이 주도한 이 무장봉기는 일시적으로 덴진 산성까지 점령하는 등 기세를 올려 우키타 가문은 상당히 애를 먹어 진압하는데 수개월이 걸렸다. 그러나, 이 사건을 계기로 비젠과 하리마에 숨어 있던 구 우라가미 세력을 영내에서 몰아내고 무네카게의 영주 복귀 야망을 분쇄하는데 성공하고, 우키타 가문은 영내의 안정적인 지배권을 확립하게 되었다.

### 만년
그러나 오다 노부나가의 명을 받은 하시바 히데요시가 주고쿠 방면으로 진군해오자, 이에 저항하여 덴쇼 7년(1579년) 5월에는 노부나가와 내응한 혐의를 받은 동 미마사카의 고토 가쓰모토(後藤勝基) 등을 멸망시켰다.
그러나, 같은해 10월에는 나오이에 자신이 모리 가문과 손을 끊고 노부나가에게 신종한다. 이후 미마사카·비젠 각지를 전전하며 모리 가문과 끊임없는 전투를 계속하다가, 덴쇼 9년(1581년) 말 경에 오카야마 성에서 병사하였다. 사인은 출혈을 동반한 엉덩이의 악성 종양이라고 한다. 나오이에의 죽음은 잠시동안 비밀로 부쳐졌다가, 다음해인 덴쇼 10년(1582년) 1월 9일을 공식적인 기일로 삼았다. 후계는 아들 히데이에(秀家)가 이었다.

## 평가
에도 시대 초기에 저술된 《다이코키》에는 사이토 도산과 마쓰나가 히사히데에 버금가는 악인으로 묘사되어 있으며, 또한 이즈모의 아마고 쓰네히사와 아키의 모리 모토나리와 함께 주고쿠 삼대 모장이라고 불리기도 하였다. 한편, 제 2차 세계 대전 전에는 황실 소유였던 비젠 돗토리 장원(일본어: 備前鳥取庄)을 회복한 것에서 근황가적인 측면이 평가받기도 하였다. 최근에는 가네미쓰 무네타카를 비롯하여 마쓰다 모토카타, 고토 가쓰모토 등 상대하기 벅찬 상대에게는 자신의 딸이나 누이, 혹은 친척의 딸을 자신의 양녀로 삼아 혼인을 성립시키고 친의의 정을 내보여 방심하게 만든 뒤, 때를 보아 독살하거나 암살하는 등의 행위가 많았다는 사실 때문에 그다지 인기가 없다.
| 전임 우키타 오키이에 | 제5대 우키타 씨 당주 1536년 혹은 1540년 ~ 1582년 | 후임 우키타 히데이에 |